# Burgstelle Multberg
Die Burgstelle Multberg ist eine abgegangene mittelalterliche Höhenburg bei Pfungen im Kanton Zürich in der Schweiz. Es sind keine Mauerresten mehr sichtbar.

## Lage
Die Burgstelle befindet sich auf einer Höhe von 550 m ü. M. auf dem Gipfel des Multbergs im unteren Tösstal, der einen halben Kilometer südöstlich des Dorfkerns von Pfungen liegt. Sie ist vom Bahnhof Pfungen aus in zwanzig Minuten Fussmarsch zu erreichen. Auf der anderen Talseite liegt die Burgstelle Wart, die ebenfalls den Freiherren von Wart gehörte.

## Geschichte
Die Burg wurde Mitte des 13. Jh. wahrscheinlich von den Freiherren von Wart errichtet. Die Bauweise deutet auf eine in kurzer Bauzeit entstandene behelfsmässige Anlage, die vielleicht gar nie als permanenter Wohnsitz diente.
Das Geschlecht der Freiherren von Wart wurde 1100 das erstmals schriftlich erwähnt, wobei die Herrschaftsgebiete hauptsächlich im Breisgau lagen. Anfangs des 13. Jh. verlagerte sich das Kerngebiet der Freiherren von Wart ins untere Tösstal, was auf die Vermählung von Arnold III. mit Anna von Teufen zurückgehen könnte. In dieser Zeit dürfte die Burg Wart entstanden sein. Das Geschlecht stand dem schnellen Aufstieg der Habsburger kritisch gegenüber. Gegen Ende des 13. Jh. kamen die Freiherren von Wart unter wirtschaftlichen Druck und mussten zahlreiche Güter verkaufen.
Rudolf III. beteiligte sich an einer Verschwörung gegen Albrecht I. von Habsburg. Am 1. Mai 1308 überfiel er mit seinen Verbündeten den König bei Windisch und töteten ihn. Im Frühling 1309 führten die Habsburger einen Blutrachezug aus und zerstörten dabei die Burgen Wart und Multberg, indem sie die Anlage in Brand steckten. Auf Multberg sind bei den Ausgrabungen keine Spuren von Kampfhandlungen gefunden worden, sodass davon ausgegangen wird, dass die Burg vor Ankunft der feindlichen Truppen geräumt worden war. Nachdem der neue Habsburger König Heinrich VII. die Reichsacht über Rudolf III. ausgesprochen hatte, wurde dieser gefasst und in Brugg zum Tode verurteilt.
Die von den Habsburgern zerstörte Burg wurde nicht wieder aufgebaut. Die Herkunft des Namens Multberg ist nicht eindeutig geklärt. Er könnte sich einerseits auf den Solothurner Bürger Ulrich Multen beziehen, der Güter von den Freiherren von Wart abkaufte, oder vom mittelhochdeutschen multe kommen, das trockene bröckelige Erde bezeichnet.

## Bauwerk
Von der Burg sind keine Mauerreste mehr sichtbar. Die Burgstelle liegt auf einem Plateau auf dem Gipfel des Bergs, das etwa 45 × 25 Meter misst und auf der West- und Ostseite durch Gräben geschützt ist. Das Gelände fällt um die Burgstelle allseitig steil ab. Archäologische Funde, die während Ausgrabungen im Jahre 1953 gemacht wurden, zeigen, dass der Ort schon in der späten Bronzezeit besiedelt war.
Die Ausgrabungen zeigten, dass die Burg von einer fünfeckigen 1,8 bis 3,4 m dicken Ringmauer aus Sandsteinquadern umgeben war. Eine Öffnung auf der Südseite war mit einer 22,4 langen Holzpalisade verschlossen. Es wurde weder ein Turm noch ein Wohnbau gefunden, sodass davon ausgegangen wird, dass die Bewohner in Holzbauten entlang der Innenseite der Ringmauer wohnten. Während den Ausgrabungen wurden Kleinfunde wie Keramikscherben, Schnallen, Pfeilspitzen, Armbrustbolzen, Schlüssel, bronzenen Ziernägeln und Eberzähnen gemacht. Nach Abschluss der Grabungen wurden die Mauerreste wieder zugedeckt.

## Galerie

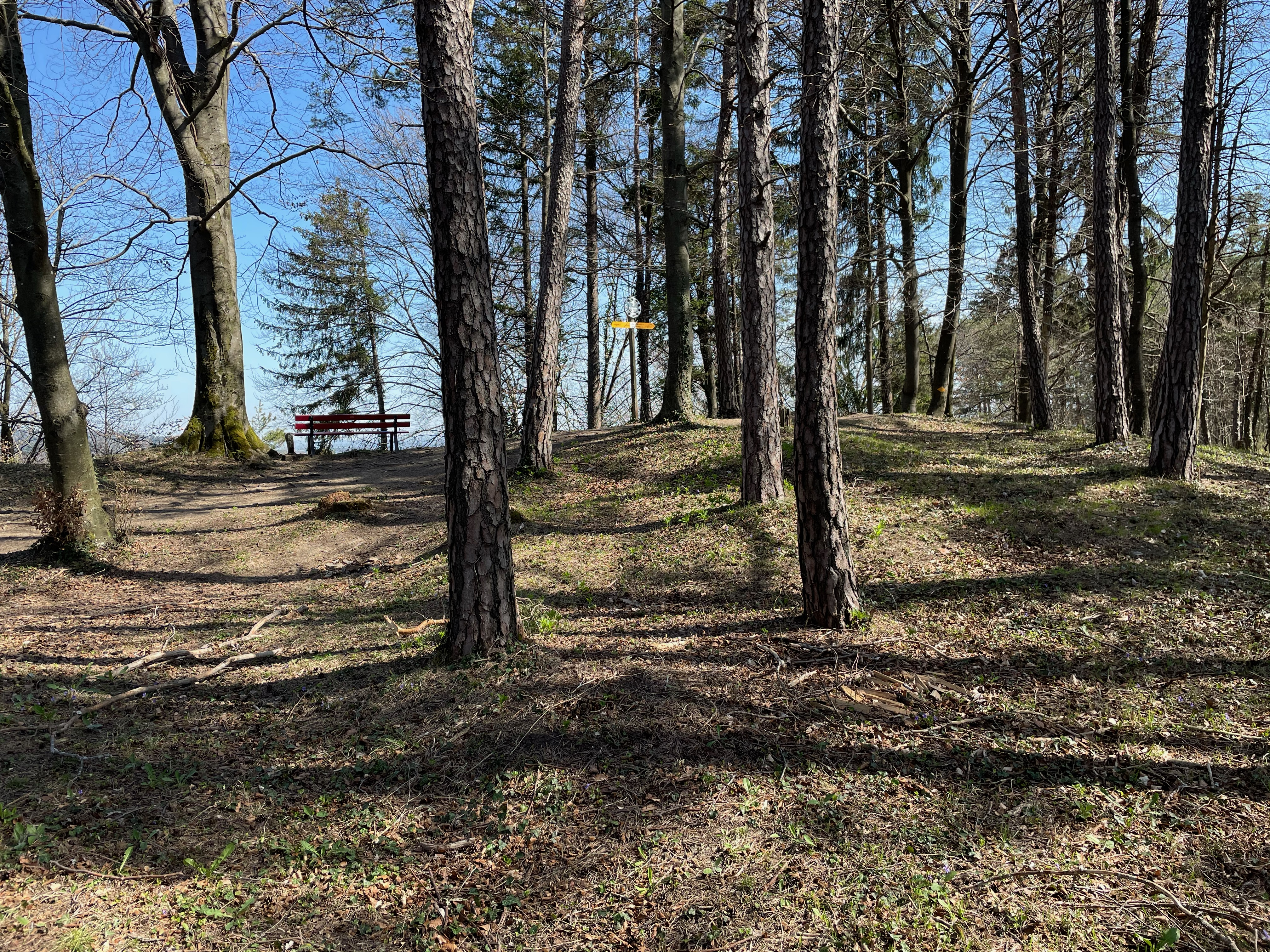
Plateau, nach Norden
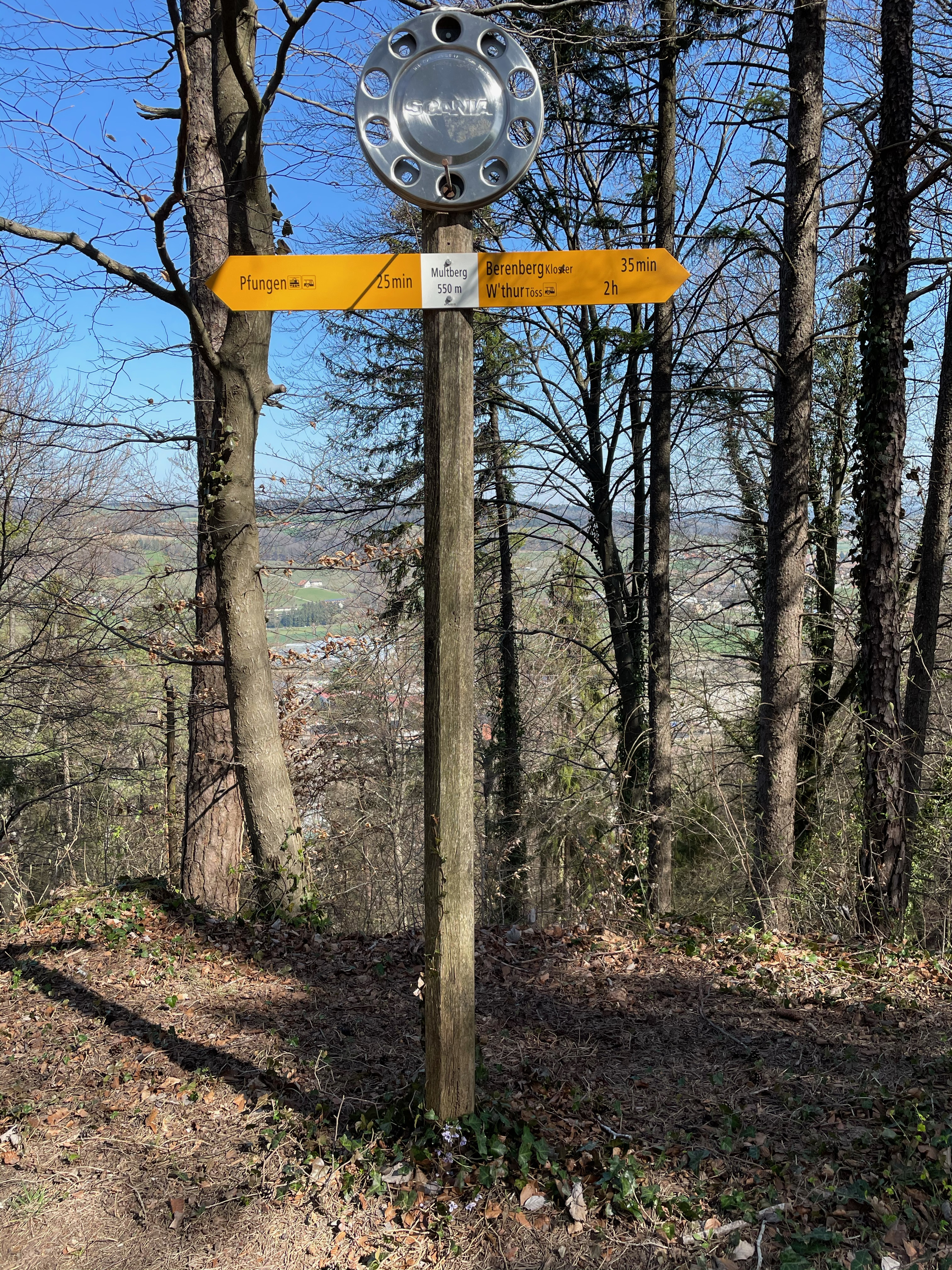
Wegweiser
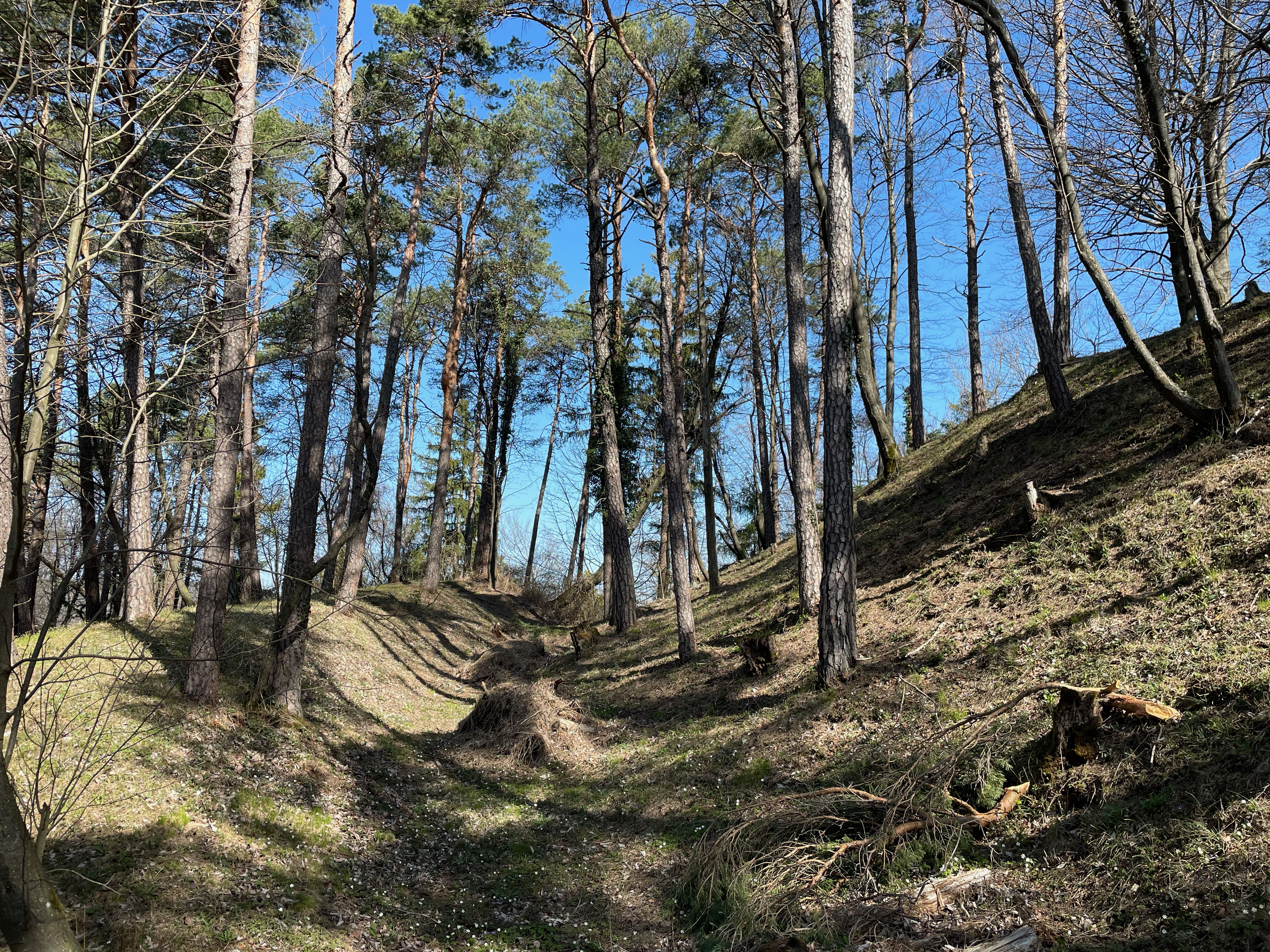
Westseitlicher Graben